# Kim Dong-yeon

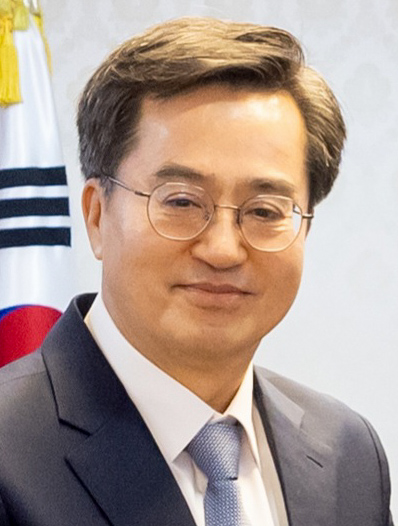
Kim Dong-yeon, 2023

Kim Dong-yeon (* 28. Januar 1957 in Eumseong, Chungcheongbuk-do) ist ein südkoreanischer Politiker, der zwischen Juni 2017 und Dezember 2018 als Finanzminister und stellvertretender Premierminister der Republik Korea amtierte. Er bewirbt sich als Kandidat in der Präsidentschaftswahl in Südkorea 2022.

## Werdegang
Nach dem Abschluss der High School arbeitete Kim zunächst als Banker bei der Seoul Trust Bank, die später zur KEB Hana Bank wurde. An der privaten Seokyeong-Universität machte er einen Bachelor-Abschluss in Rechtswissenschaften. 1982 legte er das Staatsexamen für Rechts- und Verwaltungswissenschaften ab. Später absolvierte Kim zwei Masterstudiengänge an der Seoul National University und an der University of Michigan.
Bereits in Lee Myung-baks Kabinett wurde Kim zum zweiten Vizefinanzminister ernannt. Unter Park Geun-hyes Premierminister Chung Hong-won wurde er dann Minister für Regierungspolitikkoordination. 2015 folgte der Amtsantritt als Präsident der Ajou University in Suwon. In Moon Jae-ins Regierung amtierte Kim als Finanzminister von Juni 2017 bis Dezember 2018.
2021 verkündete Kim seine Intention, als unabhängiger Kandidat in das Rennen um die Nachfolge von Präsident Moon einzusteigen. Beide große Parteien des Landes, die Deobureo-minju-Partei und die Gungminui-him, zeigten im Vorfeld ein Interesse daran, Kim in ihren Reihen zu begrüßen. Auch eine mögliche Allianz mit Ahn Cheol-soo wurde diskutiert. In Anlehnung an die populäre Fernsehserie Squid Game gründete er jedoch seine eigene Partei und nannte diese Saerounmulgyeol (Ojingeodang) (Neue Welle (Tintenfischpartei)).